# Venezianische Ospedali
Venezianische Ospedali waren soziale Einrichtungen in Venedig, die neben karitativen Zwecken der musikalischen Ausbildung ihrer weiblichen Zöglinge dienten. Sie gelten als Vorläufer der Konservatorien des 19. Jahrhunderts.
Die vier großen venezianischen Ospedali (= Ospedali Grandi), das Ospedale della Pietà, das Ospedale degli Incurabili, das Ospedale di Santa Maria dei Derelitti und das Ospedale di San Lazzaro dei Mendicanti, waren wie die Scuole und die Hospize Teil eines karitativen Netzwerks, das vielfältige Fürsorgeleistungen für Bedürftige der Stadt erbrachte.

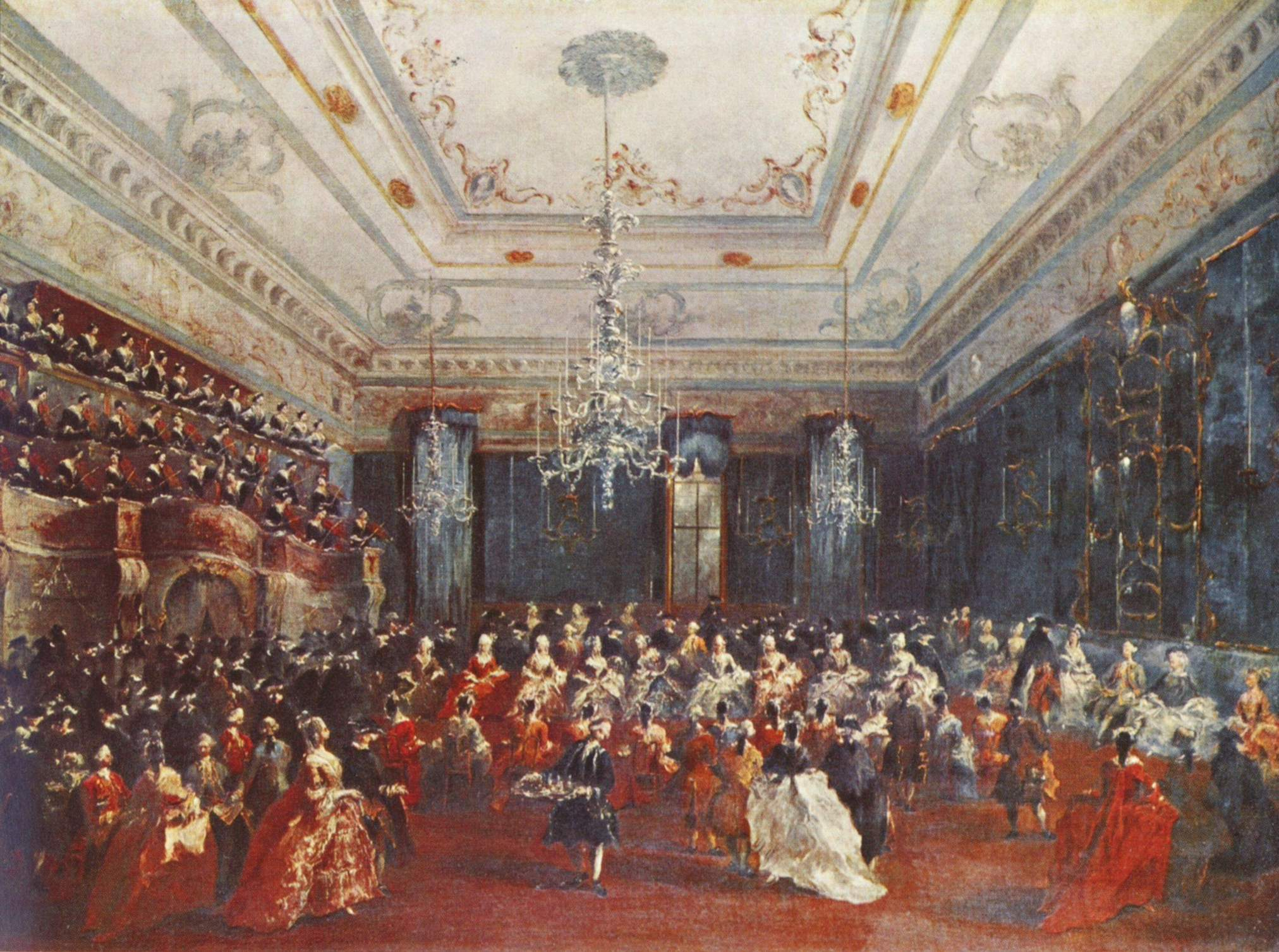
Francesco Guardi: Galakonzert eines venezianischen weiblichen Orchesters und Chores, gebildet aus den Ospedali, zu Ehren des russischen Thronfolgerpaares in der Sala dei filarmonici in den alten Prokuratien, 1782

Seit dem 16. Jahrhundert bis zum Ende der Republik waren die vier Ospedali neben dem Chor des Markusdoms Zentren des Musiklebens in Venedig und europaweite Attraktion für Musiker und Reisende. Die ausschließlich aus Musikerinnen bestehenden Cori trugen durch ihre Präsenz an der täglichen Liturgie der Ospedali-Kirchen, durch ihre Sonn- und Feiertagskonzerte und ihre Mitwirkung bei Staatsakten wie den zahlreichen Dogenprozessionen wesentlich zur Selbstinszenierung und Propaganda der Serenissima als einzigartiges und unerreichtes Zentrum von Kultur und Luxus in Europa bei.

## Historischer Hintergrund
Zu den Einrichtungen der Armen- und Gesundheitsfürsorge gehörten in Venedig neben den zahlreichen Hospizen (Ospizio) auch Spitäler und Quarantänestationen. Marin Sanudo listet im 16. Jahrhundert 34 Spitäler auf, für 1797 werden 115 Hospize gezählt, darunter 12 Spitäler (Ospedali). Seit 1485 waren die Proveditori alla sanità für das Hospizwesen zuständig, ab 1556 gab es eine eigene Behörde, der Magistrato alla sanità. Ab 1565 wurden drei Aufseher für die Hospize (Provveditori agli ospedali e luogi pii) eingesetzt. Drei der Ospedali Grandi sind aus Hospizen hervorgegangen, wie sie zunächst von den Ritterorden, später von religiösen Ordensgemeinschaften betrieben wurden. Das Ospedale della Pietà wurde 1346 als Waisenhaus und Heim für Findlinge (= esposti) gegründet.
Eine intensive Pflege geistlicher Musik ist in Venedig mit Beginn des 14. Jahrhunderts belegt. Als erster Organist am Markusdom ist 1316 ein Mistro Zuchetto belegt, dem bereits mehrere Orgeln für die Begleitung der Liturgie zur Verfügung standen. Zeitgleich mit der Expansionspolitik Venedigs auf das Festland zu Beginn des 15. Jahrhunderts erlebte das Musikleben der Stadt einen einzigartigen Aufschwung. Musik begleitete die Feste des Kirchenjahres und die mit ihnen verbundenen Staatsauftritte von Doge und Signoria. 1527 kam der Flame Adrian Willaert nach Venedig, wo er bis zu seinem Tod im Jahre 1562 das Amt eines Kapellmeisters am Markusdom bekleidete. Komponisten aus ganz Europa kamen nach Venedig, um von Willaert zu lernen, der wesentlich am Entstehen der Venezianischen Schule und ihren musikalischen Innovationen wie der Doppelchörigkeit beteiligt war.
Mit der Erfindung des Notendrucks mit beweglichen Lettern durch Ottaviano dei Petrucci Ende des 15. Jahrhunderts setzte in Venedig, dem damaligen Zentrum des Buchdrucks, eine reiche Produktion von Musikalien ein und machte eine schnelle und weitreichende Verbreitung der in Venedig entstandenen neuen Musik möglich.
Musik war in Venedig seit dem 15. Jahrhundert bis zum Ende der Republik allgegenwärtig. Feierlich begangen und mit Musik begleitet wurden neben den Hochfesten und den vielen Patroziniumsfesten auch die Feste der Schutzheiligen der Stadt Venedig; dazu gehören neben dem Evangelisten Markus auch die Jungfrau Maria und der hl. Theodor. Laut Baldauf-Berdes musste an über 200 Tagen im Jahr eines Heiligen gedacht werden. In der Zeit, als sich die vier Ospedali als musikalische Zentren herausbildeten, waren in Venedig neben 26 Kirchenfesten 84 Staatsaktionen zu beachten. Für die festlichen Ereignisse wie die Krönung eines Dogen oder die jährliche Vermählung des Dogen mit dem Meer komponierten die „Maestri“ am Markusdom Motetten und Psalmenvertonungen.
Willaert hatte am Markusdom Sonntagskonzerte eingeführt, was bald auch von den sogenannten „Cori“ (Orchester und Chor), der Ospedali nachgeahmt wurde und zu einer Attraktion für Venedigtouristen wurde.
Im Laufe des 17. Jahrhunderts entwickelten sich die Ospedali zu musikalischen Konservatorien, in denen virtuose Sängerinnen und Instrumentalistinnen ausgebildet wurden. Einige dieser „Figlie di coro“ verbrachten dort als Berufsmusikerinnen ihr ganzes Leben und garantierten so eine ungebrochene Tradition hoher venezianischer Musikkultur. Ihre Lehrtätigkeit wurde unterstützt und vervollkommnet durch die zahlreichen namhaften Gastmusiker, sei es aus Venedig oder aus den anderen europäischen Zentren der Musik, die die Ausbildung der Musikerinnen auf höchstem Niveau vorantrieben.

## Ospedale di San Lazzaro dei Mendicanti

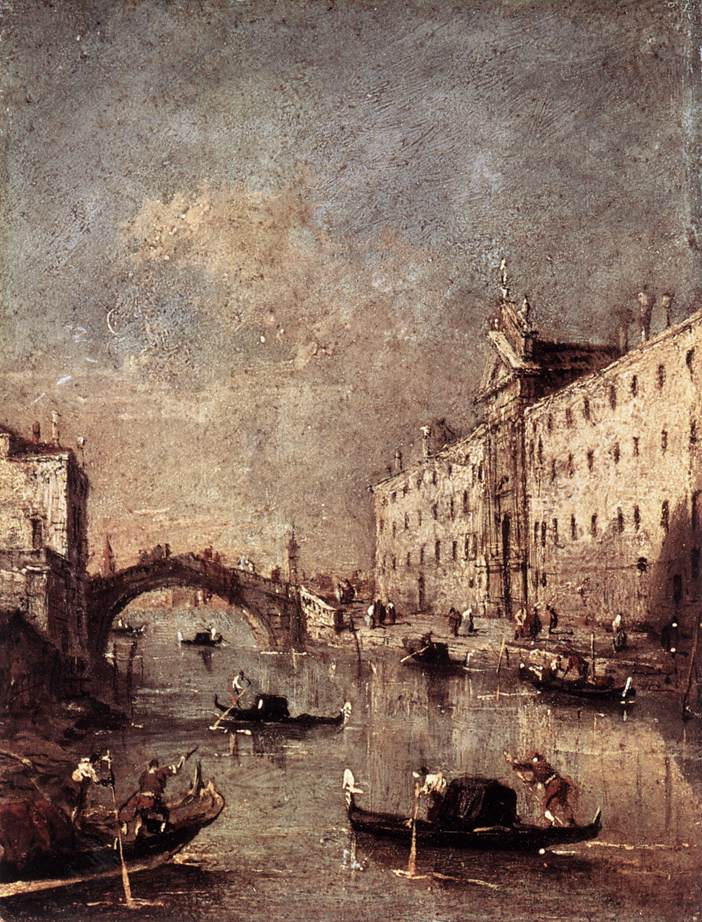
Guardi: Kanal, Ospedale und Kirche San Lazzaro dei Mendicanti, um 1780

San Lazzaro dei Mendicanti ist das älteste der vier venezianischen Ospedali. Es geht zurück auf ein Hospiz für Leprakranke in der Nähe von San Trovaso. 1224 zog das Hospiz um auf die gleichnamige Insel San Lazzaro. Geweiht war es dem hl. Lazarus, dem Patron der Leprakranken, die Erweiterung des Namens dei Medicanti ist auf die Dominikaner, zurückzuführen, einem Orden, dessen Brüder das Haus führten.
Als die Dominikaner Anfang des 17. Jahrhunderts nach Venedig zurückkehrten, errichteten sie auf dem weiträumigen Gelände hinter der Scuola Grande di San Marco, das der Große Rat 1565 erworben hatte, ein Hospital. Ab 1601 begann man, sich auch verwaister Kinder anzunehmen, sie zu erziehen und auszubilden, bis das Haus schließlich ein reines Waisenhaus wurde. 1604 nahm man erstmals zwölf Mädchen auf, die als Sängerinnen ausgebildet wurden. In kurzer Zeit entwickelte sich das Mendicanti zu einem der vier großen venezianischen Ospedali. 1704 hatte der „Coro“ aus Sängerinnen und Instrumentalistinnen 60 Mitglieder, im Jahr 1761 war die Anzahl auf 70 angestiegen.
Mit Ende der Republik wurde das Haus geschlossen, im Jahr 1806 als Militärkrankenhaus genutzt und ab 1819 als allgemeines Krankenhaus geführt. Heute gehört das Gebäude zum Komplex des Ospedale Civile SS. Giovanni e Paolo di Venezia.
Die Klosterkirche von San Lazzaro dei Mendicanti wurde zwischen 1601 und 1631 nach einem Entwurf von Vincenzo Scamozzi erbaut. Die Fassade, entworfen von Giuseppe Sardi, basiert auf einer Scamozzi zugeschriebenen Skizze.
Lehrer
- Carlo Filago, 1637–39 Maestro di coro, Maestro d'istrumenti
- Giovanni Antonio Rigatti, 1639–43 Maestro di coro
- Gian Domenico Partenio (vor 1650–1701), Maestro di coro
- Giovanni Legrenzi (1626–1690), 1683 Maestro di coro[9]
- Carlo Francesco Pollarolo (um 1653–1723), 1696–1718 Maestro di coro[10]
- Johann Adolf Hasse (1699–1783), 1727 Maestro di coro
- Antonio Biffi, 1700–30 Maestro di coro
- Antonio Lotti (1667–1740), 1701 Maestro di coro
- Giuseppe Saratelli (1714–1762), 1732–39 Maestro di coro[11]
- Baldassare Galuppi, 1740–52 Maestro di coro
- Ferdinando Bertoni, 1752–97 Maestro di coro

## Ospedale degli incurabili

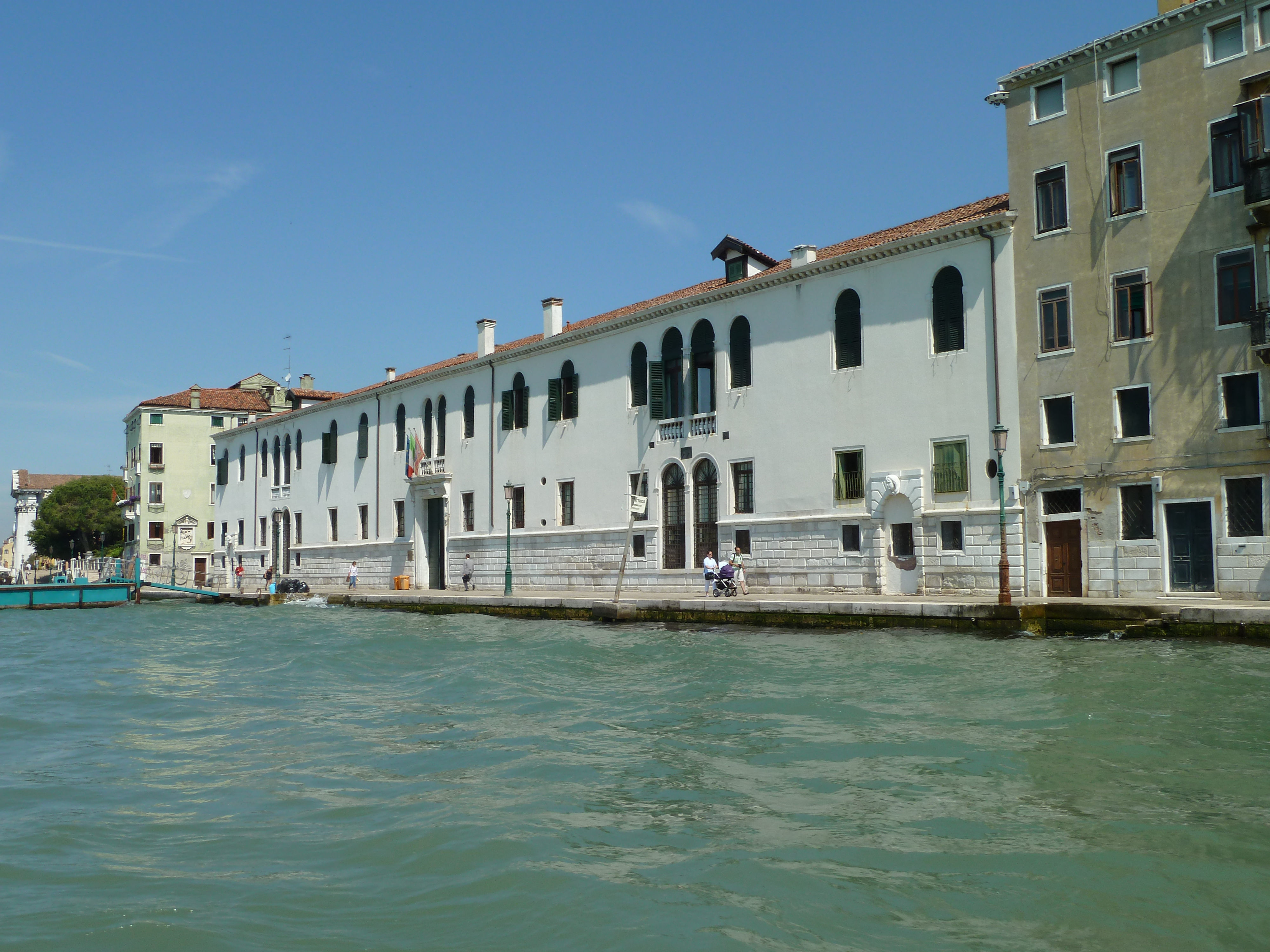
Ospedale degli Incurabili, Zattere

Um 1496 gab es die ersten Syphilis-Fälle in der Stadt, 1530 kam in Venedig Girolamo Fracastoros Gedicht über die Syphilis heraus zu einem Zeitpunkt, als das Ausmaß der Infektion nicht mehr zu übersehen war. Maria Grimani, Maria Malipiero und weitere Frauen aus der venezianischen Oberschicht, die dem Oratorium der göttlichen Liebe und Gaetano da Thiene nahestanden, erwarben ein Grundstück an den Zattere, um dort Unterkünfte für die „unheilbar Erkrankten“, die Incurabili, einzurichten. Nach dem Rückzug der Theatiner aus Venedig nahmen sich die Jesuiten des Hauses an, unter ihnen Francisco de Xavier. Unterkunft und medizinische Versorgung der Kranken wurde durch einen Fonds finanziert. 1522 erfolgte die erste Visitation durch den Dogen Antonio Grimani, ein Zeichen für die Kontrolle des Ospedale durch die Staatsmacht.
Im gleichen Jahr erhielt das Incurabili die päpstliche Erlaubnis, die Messe zu feiern, 1525 ernannte Clemens VII. das Ospedale di Messer Gesù degli Incurabili zu einem Arcispedale, der gleiche Rang, wie ihn auch das päpstliche Santo Spirito in Sassia in Rom einnahm. Auf Initiative des Papstes wurden zwei Clarissen als Priorinnen eingesetzt. Die Wertschätzung des Ospedale durch den Papst förderte den Spendenfluss für das Incurabili. Ab 1531 nahm man auch ehemalige Prostituierte auf und 16 Mädchen aus Adel und Bürgertum, deren Eltern keine standesgemäße Erziehung finanzieren konnten.
Nach 1565 erbaute Jacopo Sansovino eine neue Kirche für das Incurabili, die im 19. Jahrhundert abgerissen wurde. Sansovino errichtete einen Kirchenraum, der mit seiner flachen Decke aus Holz und drei übereinanderliegenden Balkonen speziell für die Erfordernisse des mehrchörigen Gesangs geeignet war und wegen seiner guten Akustik berühmt war.
Lehrer
- Giovanni Domenico Partenio (vor 1650–1701), 1685–89 Maestro di coro
- Carlo Francesco Pollarolo (um 1653–1723), 1696–1722 Maestro di coro[14]
- Johann Adolf Hasse (1699–1783), zwischen 1727 und 1771 mit zahlreichen Unterbrechungen Maestro di coro
- Antonio Lotti (1667–1740), 1722–40 Maestro di coro
- Gioacchino Cocchi (ca. 1720–1804), 1751–1756 Maestro di coro
- Florian Leopold Gassmann (1757–1762) Maestro di coro

## Pio Ospedale della Pietà
Schon seit 1335 soll sich der Franziskaner Fra’ Petruccio d’Assisi um die Findlinge in Venedig gekümmert und Spenden für ihren Unterhalt gesammelt haben. 1336 ist das erste Legat zugunsten des Pietà aktenkundig. Betreut wurde die Einrichtung von Anfang an durch eine Gruppe von Frauen, die sich Sorelle de Santa Maria della Pietà nannten und sich bei den Zisterzienserinnen im Kloster Celesta trafen. 1340 kam es zu einer weiteren Stiftung durch den Kaufmann Domenico Trevisan. Ab 1343 nahm sich eine Laienvereinigung, die dem Kloster San Francesco della Vigna nahestand, der männlichen Waisenkinder an. Mit Senatsbeschluss von 1346 wurde ein eigenes Waisenhaus für diese Kinder gegründet. Die beiden Waisenhäuser waren also an der Peripherie der Stadt und weit voneinander entfernt angesiedelt.
1353 setzte der Große Rat eine Priorin ein. Eine Stiftung der Lucrezia Dolfin ermöglichte die Übersiedlung des Waisenhauses an seinen endgültigen Standort an der Riva degli Schiavoni in unmittelbarer Nähe zum politischen und kulturellen Zentrum der Stadt. Ab 1485 stand das Pietà wie auch die anderen ospedali unter der Aufsicht des Magistrato della sanità. 1540 bestimmte der Große Rat drei Adlige als Berater des bisher allein von Frauen geführten Hauses.

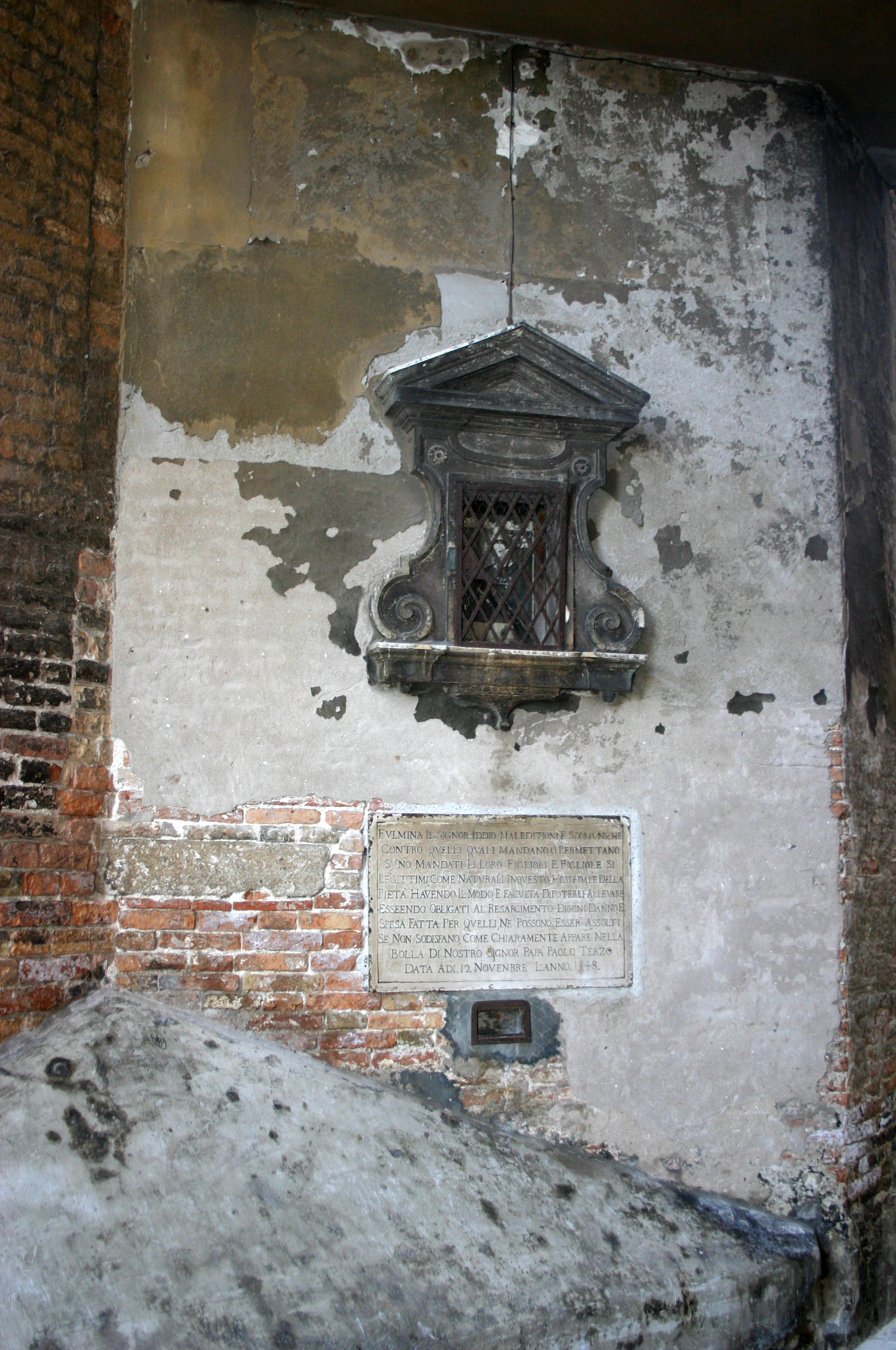
„Babyklappe“, Spendenkasten und Tafel von 1548

Aufgenommen wurden ausnahmslos alle Säuglinge, die in der scalfetta, der „Babyklappe“, abgelegt wurden. Die Säuglinge wurden zunächst bei Ammen untergebracht und kehrten als Zweijährige in das Waisenhaus zurück.
Im 15. Jahrhundert wurde ein Oratorium angebaut, das im 18. Jahrhundert in einem derart hinfälligen Zustand war, dass 1730 ein Neubau beschlossen wurde, für den u. a. Andrea Tirali und Giorgio Massari Entwürfe lieferten und der durch eine Lotterie finanziert wurde. Gebaut wurde nach dem Plan von Massari, dessen Architektur an Palladios Santa Maria della Presentazione (Le Zitelle) auf der gegenüberliegenden Insel Giudecca orientiert ist. 1754 malte Giovanni Battista Tiepolo die gewölbte Decke mit einer „Aufnahme Marias in den Himmel“ aus. Die Fassade blieb aus Geldmangel unvollendet, erst 1902 wurde sie nach einem alten Aquarell von A. Seguso fertiggestellt.
Lehrer
- Antonio Gualtieri, 1633–49 Maestro di coro[16]
- Johann Rosenmüller, 1658–77 Maestro di coro
- Giacomo Spada, 1678–1701 Maestro di coro[17]
- Francesco Gasparini, 1701–13 Maestro di coro
- Antonio Vivaldi, 1703–38 Maestro di coro (mit Unterbrechungen)
- Carlo Luigi Pietragrua, 1719–26 Maestro di coro[18]
- Antonio Vandini (um 1690–1771), 1720–21 Maestro di violoncello[19]
- Giovanni Porta, 1726–37 Maestro di coro
- Nicola Porpora, 1742–44 Maestro di coro
- Andrea Bernasconi, 1744–53 Maestro di coro
- Gaetano Latilla, 1754–66 Maestro di coro[20]
- Bonaventura Furlanetto, 1768–1817 Maestro di coro

## Ospedale Santa Maria dei Derelitti – Ospedaletto

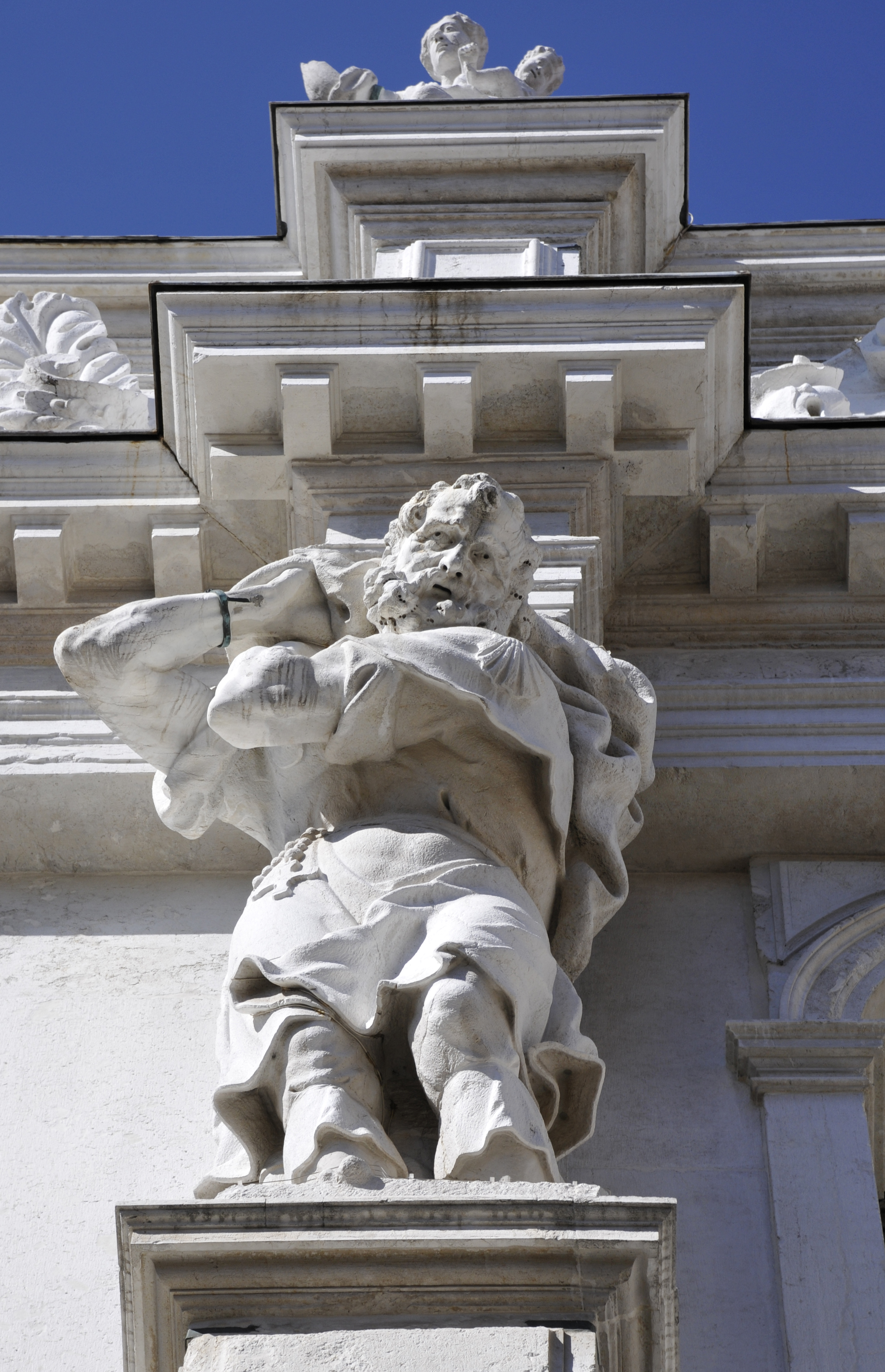
Josse de Corte: Markuspilger als Atlant an der Fassade

Infolge der Kriegswirren in Oberitalien, der Ausplünderung der Landbevölkerung durch marodierende kaiserliche Truppen und der folgenden Hungersnot nahm die Zahl der Mittellosen, die nach Venedig strömten, dramatisch zu. Auf Anregung des Senats wurde 1527 das Ospedale Santa Maria dei Derelitti (derelitti: it. = die Verlassenen), wegen seiner vergleichsweise bescheidenen Dimensionen Ospedaletto genannt, im Stadtteil Castello gegründet, um sich dieser Notleidenden anzunehmen. Arbeiter des Arsenals errichteten zunächst auf dem Gelände bei Santi Giovanni e Paolo provisorische Unterkünfte. Der Patriarch von Venedig, Gerolamo Querini, förderte das Projekt, indem er den Bau eines Oratoriums erlaubte und dem Ospedaletto das Recht zugestand, Ablässe zu vergeben, was zur Sicherung der Finanzierung beitrug. Ausgerichtet war das Ospedaletto zunächst auf die Aufnahme von 50 Knaben und 125 Mädchen, die entweder Vollwaisen waren oder deren Väter sich für die venezianische Flotte verpflichtet hatten. Außerdem wurden dort Kranke gepflegt und Pilger für maximal drei Tage aufgenommen. 1570 war die Zahl der Insassen auf 600 gestiegen, was zu einer Erweiterung des Hospizgeländes von 1571 bis 1582 führte.
1574 wurde mit dem Bau der Kirche begonnen, seit 1575 ist dort ein Mädchenchor nachgewiesen. Die einschiffige Kirche mit einer flachen hölzernen Decke zeichnet sich durch einen auffallend großen Balkon mit Orgel über dem Altar mit reichlich Platz für Chor und Orchester aus. 1670–74 erbaute Baldassare Longhena die barock-prunkvolle Fassade, mit Plastiken, Pilastern, Masken und Girlanden üppig dekoriert. Finanziert wurde die Fassade von dem Kaufmann Bartolomeo Cargnoni, dessen Büste in einer Muschelnische über dem Portal angebracht ist. Flankiert wird er von vier Atlanten, die mit ihren Stulpenstiefeln, Pilgermänteln und Jakobsmuscheln auf die Funktion des Ospedale als Pilgerherberge hinweisen.
Zwischen 1662 und 1667 wurde der sogenannte „Vierjahreszeiten-Hof“ angebaut, der den Waisenmädchen vorbehalten war. 1776 kam ein kleiner Konzertsaal hinzu mit einem Rokoko-Deckenfresko, das den Triumph der Musik darstellt. Ein Fresko von Jacopo Guarana und Agostino Mengozzi Colonna gegenüber dem Eingang stellt Apollon dar, wie er mit dem Geigenbogen ein Mädchenorchester dirigiert, das die neun Musen verkörpert. Gespielt wird die Oper "Antigone" von Pasquale Anfossi, der mit zusammengerollter Partitur im Hintergrund die Aufführung überwacht. Anfossi war von 1772 bis 1782 „Maestro di cappella“.
Das Ospedaletto wird heute teilweise als Altenpflegeheim bzw. als Krankenhaus genutzt.
Lehrer
- Giovanni Bassano (um 1558–1617), 1612–17
- Giovanni Rovetta (1596–1668), 1635–47 Maestro di musica
- Massimiliano Neri (auch Negri, um 1615–1765), ab 1655 Maestro di musica
- Giovanni Legrenzi (1626–1690), ab 1672 Maestro di coro[24]
- Carlo Grossi (1634–1688), 1676–88 Maestro di musica
- Benedetto Vinaccesi (um 1666–1719), 1698–1715 Maestro di Coro[25]
- Antonio Pollarolo (1676–1746), 1712–16 und 1733–43 Maestro di cappella
- Nicola Porpora (1686–1768), 1742–44 Maestro di coro
- Antonio Gaetano Pampani (um 1705–1775), 1747–66 [?] Maestro[26]
- Tommaso Traetta (1727–1779), 1766–79 Maestro
- Antonio Sacchini (1730–1786), 1768–72 Maestro
- Bartolomeo Cordans (1698–1757), 1733–1734 Maestro di coro
- Pasquale Anfossi (1727–1797), 1773–77
- Domenico Cimarosa (1749–1801), 1781–82 Maestro di cappella[27]

## Vom 16. Jahrhundert bis zum Ende der Republik

### Musik
Musik spielte in der Liturgie der Kirchen und Klöster immer eine bedeutende Rolle. Gesungen wurden feststehende Teile der Messe und das Stundengebet, Ausführende waren bis in die Neuzeit Knaben und Männer. Nur innerhalb der Nonnenklöster war der liturgische Gesang von Frauen üblich. In Venedig, wo man offenbar eine von Rom abweichende Praxis duldete bzw. förderte, ist am Derelitti die Mitwirkung an der Liturgie von Sängerinnen, die keinem Konvent angehörten, bereits um 1540 nachgewiesen. Chor und Orchester befanden sich jeweils auf den Emporen der Ospedali-Kirchen, deren kunstvoll geschmiedete Gitter die Musikerinnen vor den Blicken der Zuhörer verbargen.
Die feststehenden Teile des Ordinarium – Kyrie, Gloria, Credo, Sanctus, Agnus Dei, Sanctus und Benedictus – waren mehrstimmig bzw. mehrchörig gesetzt und enthielten virtuose Solopartien. Die Sätze für die Chöre sind in den vier Stimmlagen Sopran, Alt, Tenor und Bass notiert. Wie mit den Tenor- und Bassstimmen in der Praxis verfahren wurde, ist von der Forschung bisher nicht abschließend geklärt worden. Zum Repertoire gehörte ebenfalls das Singen der Lauretanischen Litanei.
Einen hervorragenden Platz im Musikleben Venedigs nahmen seit dem ausgehenden 17. Jahrhundert die feierlichen Vespern an Sonn- und Feiertagen ein. Vespern sind Bestandteil des täglichen Stundengebets in den Klöstern, sie entwickelten sich in Venedig kontinuierlich zu immer anspruchsvolleren und prunkvolleren Kompositionen. Eine Vesperliturgie besteht üblicherweise aus fünf Psalmen mit den dazugehörigen Antiphonen, der Introductio Deus in adjutorium meum (aus Psalm 69), Hymnus, Magnificat bzw. Salve Regina und abschließendem Pater noster. An den Totenmessen wurden Bußpsalmen wie De profundis und  Miserere gesungen.
Diese großen so genannten Psalmenkonzerte des 18. Jahrhunderts sind glanzvolle Kompositionen für zwei drei- bis vierstimmige Chöre, Solisten und ein oder zwei Orchester, in die auch Concerti und Motetten integriert wurden.
Seit Beginn des 18. Jahrhunderts wurden in den Ospedali-Kirchen Oratorien aufgeführt, zum ersten Mal 1723 Antonio Biffis „Manna in deserto“. „Juditha triumphans“ ist das einzige entsprechende Oratorium Vivaldis, das erhalten geblieben ist. Komponisten waren die angestellten Maestri, wie z. B. Antonio Caldara, von dem allein 43 Oratorien überliefert sind. Diese Komponisten komponierten parallel Opern für die vielen Opernhäuser der Stadt, und die immer virtuoser ausgeführten Solopartien in den Oratorien nahmen vermehrt opernhafte Züge an. In der Spätzeit der Republik ging man dazu über, Oratorien für hohe Staatsgäste außerhalb der Ospedali, z. B. im Musiksaal der Alten Prokuratien aufzuführen, wie es in einem Bild von Guardi von 1782 dokumentiert wird.

### Wirtschaft und Finanzen
Die Kosten für den laufenden Unterhalt der Ospedali waren beträchtlich. So betrug das Budget des Derelitti im Jahr 1700 beispielsweise 24.000 Dukaten, das des Pietà im gleichen Jahr 80.000. Gleichzeitig war die finanzielle Förderung durch den Staat – außer für das Pietà – bescheiden, gelegentlich wurde aber ein einzelnes Projekt wie der Bau eines Brunnens finanziert.
Ein großer Teil des Budgets floss den Häusern durch Legate, regelmäßige oder sporadische Messestipendien und durch vielfältige Zuwendungen durch einzelne Mäzene zu. Die Mäzene konnten einzelne Baumaßnahmen, den Kauf von Möbeln oder den Erwerb von Musikinstrumenten finanzieren, die Gage für externe Lehrer bezahlen oder die Kosten für die Ausbildung einzelner Zöglinge übernehmen. Manche Familien blieben einem Ospedale über mehrere Generationen verbunden, ihre Namen tauchen wie im Falle der Grimani immer wieder als Sponsoren auf.
Einen Teil des Budgets erwirtschaftete man selbst. Die früheste Form des Geldsammelns waren die regelmäßigen, von den Betreuerinnen begleiteten Bettelgänge der Waisenkinder durch die Stadt. Das gesammelte Geld fiel zur Hälfte an das Haus, die andere Hälfte erhielten die Kinder, die auf diese Weise eine Mitgift für eine Verheiratung oder den Eintritt in ein Kloster ansparen konnten. Mädchen, die nicht zu den Mitgliedern eines coro gehörten, wurden in verschiedenen Fertigkeiten ausgebildet wie der Kunst des Spitzenklöppelns oder der Seidenwäscherei; von den Erlösen durften sie ebenfalls einen Teil behalten. Zwei Ospedali hatten Arbeitsverträge mit dem Arsenal über das Nähen von Segeln. Ihr verdientes Geld konnten die Zöglinge in den hauseigenen Banken, welche die Ospedali nach Art des römischen Santo Spirito in Sassia unterhielten, gegen 3 % Zinsen anlegen. Figlie di coro unterrichteten Töchter wohlhabender Venezianer gegen Honorar. Mit wachsendem Ruf der Einrichtungen brachten sowohl Venezianer als auch reiche Ausländer ihre Töchter in den Ospedali unter. Für diese sogenannten figlie di spese waren Pensions- bzw. Schulgelder zu entrichten.
Mit Aufblühen der Musik an den Ospedali kamen neue Quellen der Finanzierung hinzu. Einkünfte wurden aus den Musikveranstaltungen oder Benefizkonzerten erwirtschaftet. Sessel wurden bei den Kirchenkonzerten vermietet, Sammelkörbe gehörten zum Inventar einer jeden Veranstaltung, von den Auftraggebern der Privatkonzerte wurden großzügige Spenden erwartet. Schülerinnen und Lehrerinnen erteilten externen Schülerinnen Musikunterricht, die bei den Oratorien kostenlos verteilten Libretti waren nach dem Konzert käuflich zu erwerben. Heiratete eine Musikerin, hatte der Bräutigam bei der hauseigenen Bank Geld zu hinterlegen, das an das Haus fiel, sobald seine Frau innerhalb oder außerhalb Venedigs als Sängerin oder Solistin auftrat. Mit Hilfe von staatlich genehmigten Lotterien konnten größere Projekte finanziert werden; die erste Lotterie wurde 1606 zugunsten des Mendicanti veranstaltet.
Mit dem wirtschaftlichen Niedergang der Stadt gerieten auch die Ospedali in finanzielle Schwierigkeiten. Das Interesse von Patriziat und Kaufmannschaft scheint kontinuierlich abgenommen zu haben, die Spenden von Mäzenen versiegten. Ende der 1770er Jahre musste das Incurabili Bankrott anmelden.